# Cânhamo
O cânhamo, ou cânhamo industrial, é uma planta da classe botânica das cultivares de Cannabis sativa, cultivada especificamente para uso industrial e para consumo. Pode ser usado para fabricar uma grande variedade de produtos. Juntamente com o bambu, o cânhamo está entre as plantas de crescimento mais rápido da Terra. Também foi uma das primeiras plantas a ser transformada em fibra utilizável, há 50.000 anos. Pode ser refinado em uma variedade de itens comerciais, incluindo papel, corda, tecidos, roupas, plásticos biodegradáveis, tinta, isolamento, biocombustível, alimentos e ração animal.
Embora o quimiotipo I da cannabis e o cânhamo (tipos II, III, IV, V) sejam ambos Cannabis sativa e contenham o componente psicoativo tetrahidrocanabinol (THC), eles representam grupos de cultivares distintos, geralmente com composições e usos fitoquímicos exclusivos. O cânhamo geralmente tem concentrações mais baixas de THC total e pode ter concentrações mais altas de canabidiol (CBD), que potencialmente atenua os efeitos psicoativos do THC. A legalidade do cânhamo varia muito entre os países. Alguns governos regulam a concentração de THC e permitem que apenas o cânhamo criado com um teor especialmente baixo de THC seja comercializado.

## Etimologia
A etimologia é incerta, mas parece não haver uma fonte proto-indo-europeia comum para as várias formas da palavra; o termo grego (kánnabis) é a forma mais antiga atestada, que pode ter sido emprestada de uma palavra anterior cita ou trácia. Em seguida, parece ter sido emprestada para o latim e, separadamente, para o eslavo e, a partir daí, para as línguas bálticas, finlandesas e germânicas.
Nas línguas germânicas, seguindo a lei de Grimm, o “k” teria se transformado em “h” com a primeira mudança de som germânica, dando origem ao proto-germânico *hanapiz, após o qual pode ter sido adaptado para a forma do inglês antigo, hænep, henep. Barber (1991), no entanto, argumentou que a disseminação do nome “kannabis” se deveu ao uso historicamente mais recente da planta, começando no sul, em torno do Irã, enquanto as variedades de cânhamo sem THC são mais antigas e pré-históricas. Outra possível fonte de origem é o assírio qunnabu, que era o nome de uma fonte de óleo, fibra e medicamento no primeiro milênio a.C.
Os cognatos do cânhamo em outras línguas germânicas incluem o holandês hennep, o dinamarquês e o norueguês hamp, o frísio da Saterlândia Hoamp, o alemão Hanf, o islandês hampur e o sueco hampa. Nesses idiomas, “cânhamo” pode se referir a cânhamo de fibra industrial ou a cepas de cannabis narcótica.

## Usos
O cânhamo é usado para fabricar uma variedade de produtos comerciais e industriais, incluindo cordas, tecidos, roupas, calçados, alimentos, papel, bioplásticos, isolantes e biocombustível. As fibras do cânhamo podem ser usadas para fabricar tecidos 100% de cânhamo, mas são comumente misturadas com outras fibras, como linho, algodão ou seda, bem como poliéster virgem e reciclado, para fabricar tecidos para vestuário e mobiliário. As duas fibras internas da planta são mais lenhosas e geralmente têm aplicações industriais, como cobertura vegetal, cama para animais e lixo. Quando oxidado, o óleo de cânhamo das sementes torna-se sólido e pode ser usado na fabricação de tintas à base de óleo, em cremes como agente hidratante, para cozinhar e em plásticos. As sementes de cânhamo também têm sido usadas na mistura de ração para pássaros. Uma pesquisa realizada em 2003 mostrou que mais de 95% das sementes de cânhamo vendidas na União Europeia foram usadas em rações para animais e pássaros.

### Alimentos
As sementes de cânhamo podem ser consumidas cruas, moídas em farinha de cânhamo, germinadas ou transformadas em broto seco em pó. As sementes de cânhamo também podem ser transformadas em uma pasta usada para assar ou para bebidas, como leite de cânhamo [en] e tisanas. O óleo de cânhamo é prensado a frio a partir da semente e é rico em ácidos graxos insaturados.

No Reino Unido, o Departamento de Meio Ambiente, Alimentação e Assuntos Rurais trata o cânhamo como uma cultura puramente não alimentícia [en], mas com o devido licenciamento e a comprovação de uma concentração de THC inferior a 0,3%, as sementes de cânhamo podem ser importadas para semeadura ou para venda como alimento ou ingrediente alimentar. Nos EUA, o cânhamo pode ser usado legalmente em produtos alimentícios e, a partir de 2000, era normalmente vendido em lojas de alimentos saudáveis ou por correspondência.
- Sementes de cânhamo inteiras
- Sementes de cânhamo descascadas

#### Nutrição
Uma porção de 100 gramas de sementes de cânhamo descascadas fornece 586 quilocalorias de energia alimentar. Elas contêm 5% de água, 5% de carboidratos, 49% de gordura total e 31% de proteína.
A proporção de proteína obtida das sementes de cânhamo pode ser aumentada com o processamento das sementes, como o descascamento das sementes ou o uso da farinha ou torta (também chamada de farinha de semente de cânhamo), ou seja, a fração restante da semente de cânhamo obtida após a expulsão da fração de óleo. As proteínas estão localizadas principalmente na camada interna da semente, enquanto a casca é pobre em proteínas, pois contém principalmente a fibra.
As sementes de cânhamo são notáveis por fornecerem 64% do Valor Diário (VD) de proteína por porção de 100 gramas. As três principais proteínas das sementes de cânhamo são edestina (83% do conteúdo total de proteína), albumina (13%) e ß-conglicinina (até 5%). As proteínas da semente de cânhamo são altamente digeríveis em comparação com as proteínas da soja quando não tratadas (não aquecidas). O perfil de aminoácidos das sementes de cânhamo é comparável aos perfis de outros alimentos ricos em proteínas, como carne, leite, ovos e soja. O escore químico de aminoácidos corrigido pela digestibilidade protéica [en] foram 0. 49-0,53 para a semente de cânhamo inteira, 0,46-0,51 para a farinha de semente de cânhamo e 0,63-0,66 para a semente de cânhamo descascada. O aminoácido mais abundante na semente de cânhamo é o ácido glutâmico (3,74-4,58% da semente inteira) seguido pela arginina (2,28-3,10% da semente inteira). A semente de cânhamo inteira pode ser considerada uma fonte rica em proteínas, contendo uma quantidade de proteína maior ou semelhante à de outros produtos ricos em proteínas, como quinoa (13,0%), sementes de chia (18,2-19,7%), sementes de trigo sarraceno (27,8%) e sementes de linhaça (20,9%). Do ponto de vista nutricional, a fração proteica da semente de cânhamo é altamente digerível em comparação com outras proteínas de origem vegetal, como a proteína de soja. A proteína da semente de cânhamo tem um bom perfil de aminoácidos essenciais, mas esse perfil de aminoácidos é inferior ao da soja ou da caseína.
As sementes de cânhamo são uma fonte rica de fibra dietética (20% DV), vitaminas B e os minerais dietéticos manganês (362% DV), fósforo (236% DV), magnésio (197% DV), zinco (104% DV) e ferro (61% DV). Cerca de 73% da energia das sementes de cânhamo está na forma de gorduras e ácidos graxos essenciais, principalmente ácidos graxos poliinsaturados, ácidos linoleico, oleico e alfa-linolênico. A proporção de 38,100 gramas de gorduras poliinsaturadas por 100 gramas é de 9,301 gramas de ômega-3 para 28,698 gramas de ômega-6. Normalmente, a porção sugerida nas embalagens para um adulto é de 30 gramas, aproximadamente três colheres de sopa.
Com seu teor de glúten tão baixo quanto 4,78 ppm, o cânhamo está atraindo a atenção como um alimento sem glúten (<20 ppm).
Apesar do rico conteúdo de nutrientes das sementes de cânhamo, as sementes contêm compostos antinutricionais [en], incluindo ácido fítico, inibidores de tripsina e taninos, em concentrações estatisticamente significativas.

#### Armazenamento
O óleo de cânhamo oxida e fica rançoso em um curto período de tempo se não for armazenado adequadamente; sua vida útil é estendida quando é armazenado em um recipiente escuro e hermético e refrigerado. Tanto a luz quanto o calor podem degradar o óleo de cânhamo.

### Fibra
A fibra de cânhamo tem sido usada extensivamente ao longo da história, com o clímax da produção logo após ser introduzida no Novo Mundo. Durante séculos, itens como cordas, tecidos e materiais industriais foram feitos de fibra de cânhamo. O cânhamo também era comumente usado para fabricar lonas para velas. A palavra “lona” é derivada da palavra cannabis. O cânhamo puro tem uma textura semelhante ao linho. Devido à sua versatilidade para uso em uma variedade de produtos, atualmente o cânhamo é usado em vários bens de consumo, inclusive roupas, calçados, acessórios, coleiras para cães e artigos para o lar. Para vestuário, em alguns casos, o cânhamo é misturado com liocel [en]. Seus benefícios em termos de sustentabilidade também aumentam seu apelo em setores como o de vestuário.
- Caule de cânhamo mostrando fibras
- Tecido 100% cânhamo
- Vestido de cânhamo
- Vestido de cânhamo
- Bermuda de cânhamo
- Saco de cânhamo
- Sapatos de cânhamo

### Material de construção
O cânhamo como material de construção oferece soluções para uma variedade de problemas enfrentados pelos padrões atuais de construção. Seu peso leve, resistência a mofo e respirabilidade tornam os produtos de cânhamo versáteis em uma infinidade de usos. Após os testes de co-aquecimento da NNFCC Renewable House no Building Research Establishment (BRE), o cânhamo é considerado um material de construção mais sustentável em comparação com a maioria dos métodos de construção usados atualmente. Além disso, seu uso prático na construção de edifícios pode resultar na redução dos custos de consumo de energia e na criação de poluentes secundários.
Em 2022, o concreto de cânhamo, também conhecido como hempcrete [en], foi aceito como material de construção, juntamente com metodologias para seu uso, pelo International Code Council, e foi incluído na edição de 2024 do International Residential Code como um apêndice: “Appendix BL Hemp-Lime (Hempcrete) Construction”. Espera-se que essa inclusão no código modelo do IRC promova a expansão do uso e a legitimidade do concreto de cânhamo na construção nos Estados Unidos.
O mercado de cânhamo teve seu auge durante o século XVII. No século XIX em diante, o mercado sofreu um declínio durante sua rápida ilegalização em muitos países. O cânhamo ressurgiu na construção de edifícios verdes, principalmente na Europa. As disputas atuais sobre a legalidade do cânhamo levam às suas principais desvantagens: custos de importação e regulamentação. O Relatório Final sobre a Construção das Casas de Cânhamo em Haverhill, no Reino Unido, revela que a construção com cânhamo excede o custo dos materiais de construção tradicionais em £48 por metro quadrado.
Atualmente, a Universidade de Bath pesquisa o uso de sistemas de painéis de concreto de cânhamo para construção. Financiada pela União Europeia, a pesquisa testa o design do painel dentro de seu uso em construções de alta qualidade, montagem no local, penetração de umidade e umidade, mudança de temperatura, desempenho diário e documentações de economia de energia. O programa, com foco nos mercados da Grã-Bretanha, França e Espanha, visa aperfeiçoar os protocolos de uso e aplicação, fabricação, coleta de dados, certificação para uso no mercado, bem como garantia e seguro.
O uso mais comum do concreto de cânhamo na construção civil é usar a mistura enquanto estiver úmida em torno de uma formade madeira com forma temporária e compactar a mistura para formar uma massa firme. Após a remoção da forma temporária, a mistura de cânhamo solidificada está pronta para ser rebocada com gesso de cal.

#### Sustentabilidade
O cânhamo é classificado na categoria verde de projeto de construção, principalmente devido aos seus efeitos positivos sobre o meio ambiente. Alguns de seus benefícios incluem, entre outros, a supressão do crescimento de ervas daninhas, propriedades antierosivas e de recuperação e a capacidade de remover substâncias venenosas e metais pesados do solo.
O uso do cânhamo está começando a ganhar popularidade junto com outros materiais naturais. Isso se deve ao fato de que o processamento da cannabis é feito mecanicamente com efeitos nocivos mínimos sobre o meio ambiente. Uma parte do que torna o cânhamo sustentável é o uso mínimo de água e a pouca dependência de pesticidas para o crescimento adequado. Ele é reciclável, não tóxico e biodegradável, o que faz do cânhamo uma escolha popular na construção de edifícios ecológicos.
A fibra de cânhamo é conhecida por ter alta resistência e durabilidade, além de ser um bom protetor contra insetos. Mais recentemente, o cânhamo esteve envolvido no setor de construção civil, servindo de insumo para materiais de construção, inclusive isolantes, concreto de cânhamo e vernizes.
Os materiais feitos de cânhamo têm baixa energia incorporada. A planta tem a capacidade de absorver grandes quantidades de CO2, proporcionando qualidade do ar e equilíbrio térmico, criando um impacto ambiental positivo.
As propriedades do cânhamo permitem a resistência ao mofo, e sua materialidade porosa torna os materiais de construção feitos com ele respiráveis. Além disso, o cânhamo tem a capacidade de absorver e liberar umidade sem se deteriorar. O cânhamo pode ser não inflamável se misturado com cal e pode ser aplicado em vários aspectos do edifício (paredes, telhados etc.) devido às suas propriedades de leveza.

#### Isolamento
O cânhamo é comumente usado como material de isolamento. Sua flexibilidade e resistência durante a compressão permitem uma implementação mais fácil em sistemas de estrutura. O material de isolamento também pode ser facilmente ajustado a diferentes tamanhos e formas ao ser cortado durante o processo de instalação. A capacidade de não assentar e, portanto, de evitar o desenvolvimento de cavidades, reduz a necessidade de manutenção.
O isolamento de cânhamo é naturalmente leve e não tóxico, permitindo uma instalação exposta em uma variedade de espaços, incluindo pisos, paredes e telhados. Em comparação com o isolamento mineral, o cânhamo absorve aproximadamente o dobro da quantidade de calor e pode ser comparado à madeira, em alguns casos até mesmo superando alguns de seus tipos.
A materialidade porosa do isolamento de cânhamo permite a penetração de ar e umidade, com uma densidade aparente de até 20% sem perder nenhuma propriedade térmica. Em contraste, o isolamento mineral comumente usado começa a falhar após 2%. O isolamento distribui uniformemente o vapor e permite a circulação de ar, constantemente retirando o ar usado e substituindo-o por ar fresco. Seu uso no exterior da estrutura, coberto com barreiras respiráveis resistentes à água, facilita a retirada da umidade de dentro da estrutura da parede.
Além disso, o isolamento funciona como uma barreira acústica, enfraquecendo as ondas sonoras transportadas pelo ar que passam por ele.

#### Concreto de cânhamo
Além do CO2 absorvido durante seu período de crescimento, o concreto de cânhamo, também conhecido como hempcrete [en], continua a absorção durante o processo de cura. A mistura endurece quando a sílica contida no cânhamo se mistura com a cal hidráulica, resultando no processo de mineralização chamado de “carbonatação”.
Embora não seja um material de suporte de carga, o concreto de cânhamo é mais comumente usado como enchimento na construção de edifícios devido ao seu peso leve (cerca de sete vezes mais leve que o concreto comum) e à permeabilidade ao vapor. O material de construção é feito de cânhamo, cal hidráulica e água misturados em proporções variadas. A mistura depende do uso do material dentro da estrutura e pode diferir em propriedades físicas. Superfícies como pisos interagem com uma grande quantidade de cargas e precisam ser mais resistentes, enquanto paredes e telhados precisam ser mais leves. A aplicação desse material na construção requer habilidade mínima.
O hempcrete pode ser formado in-situ ou em blocos. Esses blocos não são fortes o suficiente para serem usados como elementos estruturais e devem ser sustentados por estruturas de tijolo, madeira ou aço. No final do século XX, durante a reforma da Maison de la Turquie em Nogent-sur-Seine, na França, Charles Rasetti inventou e aplicou pela primeira vez o uso do concreto de cânhamo na construção. Pouco depois, nos anos 2000, a Modece Architects usou o cânhamo-cal para projetos de teste em Haverhill. As residências foram estudadas e monitoradas para comparação com outros desempenhos de construção pela BRE. Concluída em 2009, a Renewable House do Center for the Built Environment foi considerada uma das estruturas tecnologicamente mais avançadas feitas de material à base de cânhamo. Um ano depois, a primeira casa feita de materiais à base de cânhamo foi concluída em Asheville, Carolina do Norte, EUA.

#### Óleos e vernizes
As sementes de cannabis têm alto teor de gordura e contêm de 30 a 35% de ácidos graxos. O óleo extraído é adequado para uma variedade de aplicações de construção. O óleo de cânhamo biodegradável atua como um verniz para madeira, protegendo o piso contra mofo, pragas e desgaste. Seu uso impede que a água penetre na madeira e ainda permite a passagem de ar e vapor. Seu uso mais comum pode ser visto na construção de estruturas de madeira, um dos métodos de construção mais comuns no mundo. Devido à sua baixa classificação de resistência aos raios UV, o acabamento é usado com mais frequência em ambientes internos, em superfícies como pisos e painéis de madeira.

#### Gesso
O gesso isolante à base de cânhamo é criado pela combinação de fibras de cânhamo com cal de cálcio e areia. Esse material, quando aplicado em paredes internas, tetos e pisos, pode ser aplicado em camadas de até dez centímetros de espessura. Sua materialidade porosa permite que o gesso criado regule a umidade do ar e a distribua uniformemente. A absorção e a liberação graduais de água evitam que o material rache e se quebre. Semelhante ao fibrocimento de alta densidade, o gesso de cânhamo pode variar naturalmente de cor e ser pigmentado manualmente.

#### Cordas e fios
As cordas de cânhamo podem ser tecidas em vários diâmetros, possuindo alta resistência, o que as torna adequadas para uma variedade de usos na construção civil. Alguns desses usos incluem a instalação de estruturas em aberturas de edifícios e a conexão de juntas. As cordas também são usadas na construção de pontes, túneis, casas tradicionais, etc. Um dos primeiros exemplos de corda de cânhamo e outros usos têxteis remonta a 1500 a.C. no Egito.

#### Plásticos
Os geotêxteis de cânhamo podem ser usados tanto em condições úmidas quanto secas. O bioplástico à base de cânhamo é uma alternativa biodegradável ao plástico comum e pode potencialmente substituir o cloreto de polivinila (PVC), um material usado em canos de encanamento.

#### Madeira
O crescimento do cânhamo dura cerca de 100 dias, um período de tempo muito mais rápido do que o de uma árvore comum usada para fins de construção. Quando secas, as fibras podem ser prensadas para formar alternativas de madeira rígida para a construção de estruturas de madeira, painéis de parede/teto e pisos. Além disso, o cânhamo é flexível e versátil, o que permite que seja usado em um número maior de maneiras do que a madeira verdadeira. Da mesma forma, a madeira de cânhamo também pode ser feita de papel reciclado à base de cânhamo.
- Placa de fibra de cânhamo
- Isolamento térmico de cânhamo
- Blocos de isolamento térmico interno de cânhamo
- Isolamento acústico do teto com cânhamo
- Bloco de concreto feito com cânhamo na França
- Highland Hemp House com acabamento em cânhamo
- Tijolo de isolamento acústico de cânhamo
- Corda de cânhamo usada na construção
- Construção sustentável na prática
- Casa que usou cânhamo como um de seus materiais de construção
- Parede de cânhamo

### Materiais compostos
Uma mistura de fibra de vidro, fibra de cânhamo, kenaf [en] e linho tem sido usada desde 2002 para fabricar painéis compostos para automóveis. A escolha de qual fibra de cânhamo usar é baseada principalmente no custo e na disponibilidade. Vários fabricantes de automóveis estão começando a usar cânhamo em seus carros, incluindo Audi, BMW, Ford, GM, Chrysler, Honda, Iveco, Lotus, Mercedes, Mitsubishi, Porsche, Saturn, Volkswagen e Volvo. Por exemplo, o Lotus Eco Elise e o Mercedes Classe C contêm cânhamo (até 20 kg em cada carro, no caso do último).
- Interior de plástico de cânhamo em uma porta de carro
- Porta-luvas de plástico de cânhamo para automóveis
- Coluna de plástico de cânhamo, automóvel
- Bacia de pia de composto de cânhamo

### Papel
O papel de cânhamo [en] é um tipo de papel que consiste exclusivamente ou em grande parte de polpa obtida de fibras de cânhamo industrial. Os produtos são principalmente papéis especiais, como papel de cigarro, cédulas de dinheiro e papéis de filtro técnico. Em comparação com a polpa de madeira, a polpa de cânhamo oferece uma fibra quatro a cinco vezes mais longa, uma fração de lignina significativamente menor, bem como maior resistência ao rasgo e à tração. Entretanto, os custos de produção são cerca de quatro vezes mais altos do que os do papel de madeira, uma vez que a infraestrutura para o uso do cânhamo é subdesenvolvida. Se o setor de papel mudasse da madeira para o cânhamo para obter suas fibras de celulose, os seguintes benefícios poderiam ser utilizados:
- O cânhamo produz de três a quatro vezes mais fibras utilizáveis por hectare por ano do que as florestas, e o cânhamo precisa menos de pesticidas ou herbicidas.[70]
- O cânhamo tem um rendimento de colheita muito mais rápido. Os talos de cânhamo levam cerca de 3 a 4 meses para atingir a maturidade,[71] enquanto as árvores podem levar de 20 a 80 anos. O cânhamo não só cresce em um ritmo mais rápido, como também contém um alto nível de celulose.[72] Esse retorno rápido significa que o papel pode ser produzido em um ritmo mais rápido se o cânhamo for usado no lugar da madeira.
- O papel de cânhamo não requer o uso de branqueamento tóxico ou de tantos produtos químicos quanto a polpa de madeira, pois pode ser branqueado com peróxido de hidrogênio. Isso significa que o uso de cânhamo em vez de madeira para papel acabaria com a prática de envenenar os cursos d'água da Terra com cloro ou dioxinas da fabricação de papel de madeira.[73]
- O papel de cânhamo pode ser reciclado até 8 vezes, em comparação com apenas 3 vezes para o papel feito de polpa de madeira.[73]
- Em comparação com sua contraparte de polpa de madeira, o papel de fibras de cânhamo resiste à decomposição e não amarela nem fica marrom com o tempo.[73] É também uma das fibras naturais mais fortes do mundo[74] - um dos motivos de sua longevidade e durabilidade.
- Vários fatores favorecem o aumento do uso de substitutos da madeira para o papel, especialmente fibras agrícolas como o cânhamo. O desmatamento, especialmente a destruição de florestas antigas, e a diminuição do suprimento mundial de recursos de madeira selvagem são, atualmente, grandes preocupações ecológicas. O uso do cânhamo como substituto da madeira contribuirá para a preservação da biodiversidade.[74]

### Corda
A corda de cânhamo era usada na época dos navios à vela, embora a corda tivesse de ser protegida por piche, pois a corda de cânhamo tem uma propensão a se romper por apodrecimento, já que o efeito capilar das fibras tecidas pela corda tendia a reter líquido no interior, embora parecesse seco do lado de fora. O piche era um processo trabalhoso e rendeu aos marinheiros o apelido de “Jack Tar”. A corda de cânhamo foi abandonada quando a corda de manila, que não exige a aplicação de piche, tornou-se amplamente disponível. Às vezes, a manila é chamada de cânhamo de Manila, mas não é parente do cânhamo; é abacá, uma espécie de banana.

### Cama para animais
Na UE, as partes do cânhamo são usadas como cama para animais (cavalos, por exemplo) ou para cobertura vegetal.

### Purificação da água e do solo
O cânhamo pode ser usado como uma cultura de fitoextração para remover impurezas de águas residuais, como efluentes de esgoto, fósforo excessivo de cama de frango ou outras substâncias ou produtos químicos indesejados. Além disso, o cânhamo está sendo usado para limpar contaminantes no local do desastre nuclear de Chernobyl, por meio de um processo conhecido como fitorremediação - o processo de limpeza de radioisótopos e uma variedade de outras toxinas do solo, da água e do ar.

### Controle de ervas daninhas
As culturas de cânhamo são altas, têm folhagem espessa e podem ser plantadas densamente e, portanto, podem ser cultivadas como uma cultura sufocante para matar ervas daninhas resistentes. O uso do cânhamo dessa forma pode ajudar os agricultores a evitar o uso de herbicidas, obter certificação orgânica e obter os benefícios da rotação de culturas. No entanto, devido às características de crescimento rápido e denso da planta, algumas jurisdições consideram o cânhamo uma erva daninha proibida e nociva, assim como a Cytisus scoparius.
- O crescimento denso do cânhamo ajuda a matar as ervas daninhas.

### Biocombustíveis
O biodiesel pode ser produzido a partir dos óleos das sementes e dos caules do cânhamo; esse produto às vezes é chamado de hempoline. O álcool combustível (etanol ou, menos comumente, metanol) pode ser produzido pela fermentação da planta inteira.
O óleo de cânhamo filtrado pode ser usado diretamente para alimentar motores a diesel. Em 1892, Rudolf Diesel inventou o motor a diesel, que ele pretendia alimentar “com uma variedade de combustíveis, especialmente óleos vegetais e de sementes, que antes eram usados para lâmpadas a óleo, ou seja, a lâmpada Argand”.
A produção de combustível para veículos a partir do cânhamo é muito pequena. O biodiesel e o biogás comerciais são normalmente produzidos a partir de cereais, cocos, sementes de palma e matérias-primas mais baratas, como lixo, águas residuais, material vegetal, animais mortos, fezes de animais e resíduos de cozinha.

## Cultivo
O cânhamo é geralmente plantado entre março e maio no hemisfério norte, e entre setembro e novembro no hemisfério sul. Ele amadurece em cerca de três a quatro meses, dependendo de várias condições.
Milênios de criação seletiva resultaram em variedades que apresentam uma ampla gama de características; por exemplo, adequadas a determinados ambientes/latitudes, produzindo diferentes proporções e composições de terpenoides e canabinoides (CBD, THC, CBG, CBC, CBN... etc.), qualidade da fibra, rendimento de óleo/semente etc. O cânhamo cultivado para a produção de fibras é plantado de perto, resultando em plantas altas e esguias com fibras longas.
O uso da planta de cânhamo industrial e seu cultivo eram comuns até os anos 1900, quando foi associado a seu irmão genético, também conhecido como espécie de Cannabis do tipo droga (que contém níveis mais altos de THC psicoativo). Grupos influentes interpretaram erroneamente o cânhamo como uma “droga” perigosa, embora o cânhamo não seja uma droga recreativa e tenha o potencial de ser uma cultura sustentável e lucrativa para muitos agricultores devido aos usos médicos, estruturais e dietéticos do cânhamo. Nos Estados Unidos, a percepção do público de que o cânhamo é maconha impediu que o cânhamo se tornasse uma cultura e um produto útil”, apesar de sua importância vital antes da Segunda Guerra Mundial.
O ideal, de acordo com o Departamento de Meio Ambiente, Alimentação e Assuntos Rurais da Grã-Bretanha, é que a erva seja dessecada e colhida no final da floração. Esse cultivo precoce reduz a produção de sementes, mas melhora a produção e a qualidade da fibra.
As sementes são semeadas com semeadoras de grãos ou outro equipamento de semeadura convencional a uma profundidade de 13 a 25 mm. Maiores profundidades de semeadura resultam em maior competição com as ervas daninhas. O nitrogênio não deve ser colocado com a semente, mas o fosfato pode ser tolerado. O solo deve ter disponível 89 a 135 kg/ha de nitrogênio, 46 kg/ha de fósforo, 67 kg/ha de potássio e 17 kg/ha de enxofre. Os fertilizantes orgânicos, como o esterco, são um dos melhores métodos de controle de ervas daninhas.

### Cultivares
Em contraste com a cannabis para uso medicinal, as variedades cultivadas para fibra e sementes têm menos de 0,3% de THC e não são adequadas para a produção de haxixe e maconha. Presente no cânhamo industrial, o canabidiol é um dos principais constituintes entre cerca de 560 compostos encontrados no cânhamo.

A Cannabis sativa L. subsp. sativa var. sativa é a variedade cultivada para uso industrial, enquanto a C. sativa subsp. indica geralmente tem fibra de baixa qualidade e os botões femininos dessa variedade são usados principalmente para fins recreativos e medicinais. As principais diferenças entre os dois tipos de plantas são a aparência e a quantidade de Δ9-tetrahidrocanabinol (THC) secretado em uma mistura resinosa por pelos epidérmicos chamados tricomas glandulares, embora também possam ser distinguidos geneticamente. As variedades de sementes oleaginosas e fibras de Cannabis aprovadas para a produção industrial de cânhamo produzem apenas quantidades mínimas dessa droga psicoativa, não o suficiente para produzir efeitos físicos ou psicológicos. Normalmente, o cânhamo contém menos de 0,3% de THC, enquanto as variedades de Cannabis cultivadas para uso medicinal ou recreativo podem conter de 2% a mais de 20%.
- Caule de Cannabis sativa
- Cepas de cânhamo USO-xx e Zolotoniski-xx

### Pragas
Vários artrópodes podem causar danos ou lesões às plantas de cânhamo, mas as espécies mais graves estão associadas à classe Insecta. As mais problemáticas para as plantações ao ar livre são as vorazes lagartas perfuradoras de caule, que incluem a broca de milho europeia, Ostrinia nubilalis, e a broca de cânhamo da Eurásia, Grapholita delineana. Como os nomes indicam, elas atacam os caules, reduzindo a integridade estrutural da planta. Outro lepidóptero, a lagarta da espiga do milho, Helicoverpa zea, é conhecido por danificar as partes floridas e pode ser difícil de controlar. Outras pragas foliares, encontradas em plantações internas e externas, incluem o ácaro do cânhamo, Aculops cannibicola, e o pulgão da cannabis, Phorodon cannabis. Eles causam danos ao reduzir o vigor da planta porque se alimentam do floema da planta. Pode ser difícil detectar e controlar os alimentadores de raízes devido ao seu habitat abaixo da superfície. Sabe-se que várias larvas e besouros causam danos às raízes do cânhamo, incluindo o besouro pulga e o besouro japonês, Popillia japonica. O pulgão da raiz do arroz, Rhopalosiphum rufiabdominale [en], também foi relatado, mas afeta principalmente as instalações de cultivo em ambientes fechados. Estratégias integradas de manejo de pragas devem ser empregadas para controlar essas pragas, sendo a prevenção e a detecção precoce a base de um programa resiliente. Os controles culturais e físicos devem ser empregados em conjunto com os controles biológicos de pragas; as aplicações químicas devem ser usadas apenas como último recurso.

### Impacto ambiental
O cânhamo é considerado por um estudo de 1998 na Environmental Economics como ecologicamente correto devido à diminuição do uso da terra e de outros impactos ambientais, indicando uma possível diminuição da pegada ecológica em um contexto dos EUA em comparação com referências típicas. Um estudo de 2010, no entanto, que comparou a produção de papel especificamente de cânhamo e eucalipto, concluiu que “o cânhamo industrial apresenta impactos ambientais mais altos do que o papel de eucalipto”; no entanto, o artigo também destaca que “há espaço para melhorar a produção industrial de papel de cânhamo”. Afirma-se também que o cânhamo requer poucos pesticidas e nenhum herbicida, e tem sido chamado de matéria-prima negativa em termos de carbono. Os resultados indicam que a alta produtividade do cânhamo pode exigir altos níveis totais de nutrientes (nutrientes de campo mais fertilizantes) semelhantes aos de uma cultura de trigo de alta produtividade. Um relatório das Nações Unidas endossa a versatilidade e a sustentabilidade do cânhamo e seu potencial produtivo nos países em desenvolvimento. O cânhamo usa um quarto da água necessária para o algodão e absorve mais dióxido de carbono do que outras culturas e a maioria das árvores.

## Produtores
O maior produtor mundial de cânhamo é a China, que produz mais de 70% da produção mundial. A França está em segundo lugar, com cerca de um quarto da produção mundial. Uma produção menor ocorre no resto da Europa, no Chile e na Coreia do Norte. Mais de 30 países produzem cânhamo industrial, incluindo Austrália, Áustria, Canadá, Chile, China, Dinamarca, Egito, Finlândia, Alemanha, Grécia, Hungria, Índia, Itália, Japão, Coreia, Holanda, Nova Zelândia, Polônia, Portugal, Romênia, Rússia, Eslovênia, Espanha, Suécia, Suíça, Tailândia, Turquia, Reino Unido e Ucrânia.
A partir de 1998, a produção de caules secos ao ar em Ontário variou de 2,6 a 14,0 toneladas de caules secos e retraídos por hectare a 12% de umidade. Os rendimentos no condado de Kent foram em média de 8,75 t/ha. As colheitas do norte de Ontário tiveram uma média de 6,1 t/ha em 1998. As estatísticas da União Europeia de 2008 a 2010 dizem que o rendimento médio da palha de cânhamo variou entre 6,3 e 7,3 toneladas por hectare. Apenas uma parte disso é fibra liberada. Cerca de uma tonelada de fibra de fibra curta e 2 a 3 toneladas de material do núcleo podem ser decorticadas a partir de 3 a 4 toneladas de palha de boa qualidade e seca. Para um rendimento anual desse nível, recomenda-se em Ontário a adição de nitrogênio (N): 70-110 kg/ha, fosfato (P2O5): até 80 kg/ha e potássio (K2O): 40-90 kg/ha. O rendimento médio de talos secos de cânhamo na Europa foi de 6 ton/ha (2,4 ton/ac) em 2001 e 2002.
A FAO argumenta que o rendimento ideal da fibra de cânhamo é de mais de 2 toneladas por hectare, enquanto o rendimento médio é de cerca de 650 kg/ha.

### Austrália
Nos estados australianos da Tasmânia, Victoria, Queensland, Austrália Ocidental, Nova Gales do Sul e, mais recentemente, Austrália do Sul, os governos estaduais emitiram licenças para o cultivo de cânhamo para uso industrial. O primeiro a iniciar uma pesquisa moderna sobre o potencial da cannabis foi o estado da Tasmânia, que foi pioneiro no licenciamento do cânhamo no início da década de 1990. O estado de Victoria foi um dos primeiros a adotar a lei, em 1998, e reeditou a regulamentação em 2008.
Queensland permite a produção industrial sob licença desde 2002, onde a emissão é controlada de acordo com a Lei de Uso Indevido de Drogas de 1986. A Austrália Ocidental permitiu o cultivo, a colheita e o processamento do cânhamo de acordo com sua Lei do Cânhamo Industrial de 2004, Nova Gales do Sul agora emite licenças de acordo com uma lei, a Lei de Regulamentação da Indústria do Cânhamo de 2008 (nº 58), que entrou em vigor em 6 de novembro de 2008. Mais recentemente, a Austrália do Sul legalizou o cânhamo industrial de acordo com a Lei do Cânhamo Industrial da Austrália do Sul de 2017, que começou em 12 de novembro de 2017.

### Canadá
A produção comercial (incluindo o cultivo) de cânhamo industrial é permitida no Canadá desde 1998 sob licenças e autorizações emitidas pela Health Canada.
No início da década de 1990, a agricultura industrial de cânhamo na América do Norte começou com o Comitê de Conscientização do Cânhamo da Universidade de Manitoba. O Comitê trabalhou com o governo da província para obter assistência em pesquisa e desenvolvimento e conseguiu obter licenças de teste de terreno do governo canadense. Seus esforços levaram à legalização do cânhamo industrial (cânhamo com apenas quantidades mínimas de tetrahidrocanabinol) no Canadá e à primeira colheita em 1998.
Em 2017, a área cultivada de cânhamo nas províncias das pradarias incluía Saskatchewan com mais de 23.000 ha, Alberta com 18.000 ha e Manitoba com 12.000 ha. O cânhamo canadense é cultivado principalmente por seu valor alimentício como sementes de cânhamo descascadas, óleos de cânhamo e proteína de cânhamo em pó, com apenas uma pequena fração dedicada à produção de fibra de cânhamo usada para construção e isolamento.

### França
A França é o maior produtor da Europa (e o segundo maior produtor do mundo), com 8.000 hectares cultivados. De 70 a 80% da fibra de cânhamo produzida em 2003 foi usada para polpa especial para papéis de cigarro e aplicações técnicas. Cerca de 15% foi usado no setor automotivo e 5-6% foi usado para tapetes de isolamento. Cerca de 95% dos hurds foram usados como cama para animais, enquanto quase 5% foram usados no setor de construção. Em 2010-2011, um total de 11.000 hectares foi cultivado com cânhamo na UE, um declínio em comparação com o ano anterior.
- Produção de cânhamo industrial na França
- Um labirinto de cânhamo na França

### Rússia e Ucrânia
Entre as décadas de 1950 e 1980, a União Soviética foi o maior produtor mundial de cânhamo (3.000 quilômetros quadrados em 1970). As principais áreas de produção estavam na Ucrânia, nas regiões de Kursk e Oriol, na Rússia, e perto da fronteira com a Polônia. Desde sua criação, em 1931, o Departamento de Reprodução de Cânhamo do Instituto de Culturas de Cânhamo em Hlukhiv (Glukhov), na Ucrânia, tem sido um dos maiores centros do mundo para o desenvolvimento de novas variedades de cânhamo, com foco na melhoria da qualidade da fibra, na produtividade por hectare e no baixo teor de THC.
Após o colapso da União Soviética, o cultivo comercial do cânhamo sofreu um declínio acentuado. No entanto, estima-se que pelo menos 2,5 milhões de acres de cânhamo cresçam selvagens no Extremo Oriente russo e nas regiões do Mar Negro.

### Reino Unido
No Reino Unido, as licenças de cultivo são emitidas pelo Ministério do Interior de acordo com a Lei de Uso Indevido de Drogas de 1971. Quando cultivado para fins não relacionados a drogas, o cânhamo é chamado de cânhamo industrial, e um produto comum é a fibra para uso em uma ampla variedade de produtos, bem como a semente para aspectos nutricionais e o óleo. O cânhamo selvagem ou erva daninha de vala geralmente é uma variedade naturalizada de Cannabis com fibra ou semente oleaginosa que escapou do cultivo e está se autossemeando.

### Estados Unidos
Em outubro de 2019, o cultivo do cânhamo tornou-se legal em 46 estados dos EUA, de acordo com a lei federal. A partir de 2019, 47 estados promulgaram legislação para tornar o cultivo do cânhamo legal em nível estadual, com vários estados implementando disposições médicas relativas ao cultivo de plantas especificamente para o CBD não psicoativo.
A Farm Bill de 2018, que incorporou a Hemp Farming Act de 2018, removeu o cânhamo como uma droga de Tabela I e, em vez disso, tornou-o uma commodity agrícola. Isso legalizou o cânhamo em nível federal, o que tornou mais fácil para os agricultores de cânhamo obter licenças de produção, adquirir empréstimos e receber seguro agrícola federal.
- NH 2014 N.H. Laws, Chap. 18, SD: HB 1008 (2020)
- S.D. Codified Laws Ann. §38-35-1 et seq.
  - Autoriza o crescimento, a produção e o transporte de cânhamo com uma licença e instrui o Departamento de Agricultura a apresentar um plano estadual ao USDA.
  - Exige um mínimo de cinco acres contíguos ao ar livre para solicitações de licença de cultivo e exige que qualquer solicitante de licença se submeta a uma investigação de antecedentes criminais estaduais e federais.
  - Exige uma licença de transporte para qualquer transportador que viaje dentro ou através do estado e cria dois tipos de licenças de transporte de cânhamo industrial (licenciado do produtor e geral) fornecidas pelo Departamento de Segurança Pública.
  - Cria o Fundo do Programa Regulatório do Cânhamo.[130]

O processo de legalização do cultivo do cânhamo começou em 2009, quando o Oregon começou a aprovar licenças para o cânhamo industrial. Em seguida, em 2013, após a legalização da maconha, vários fazendeiros do Colorado plantaram e colheram vários acres de cânhamo, trazendo a primeira safra de cânhamo nos Estados Unidos em mais de meio século. Depois disso, o governo federal criou um Programa Piloto de Cultivo de Cânhamo como parte da Lei Agrícola de 2014, que permitiu que instituições de ensino superior e departamentos agrícolas estaduais começassem a cultivar cânhamo sem o consentimento da Drug Enforcement Administration (DEA). A produção de cânhamo no Kentucky, anteriormente o principal produtor dos Estados Unidos, foi retomada em 2014. A produção de cânhamo na Carolina do Norte foi retomada em 2017, e no estado de Washington no mesmo ano. Até o final de 2017, pelo menos 34 estados dos EUA tinham programas de cânhamo industrial. Em 2018, Nova York começou a dar passos largos na produção de cânhamo industrial, juntamente com programas piloto de pesquisa de cânhamo na Universidade Cornell, Universidade de Binghamton e SUNY Morrisville [en].
Em 2017, o setor de cânhamo estimou que as vendas anuais de produtos de cânhamo eram de cerca de US$ 820 milhões por ano; o CBD derivado do cânhamo tem sido a principal força que impulsiona esse crescimento.
Apesar desse progresso, as empresas de cânhamo nos EUA tiveram dificuldades para se expandir, pois enfrentaram desafios nas abordagens tradicionais de marketing e vendas. De acordo com um estudo de caso realizado pela Forbes, as empresas e startups de cânhamo têm tido dificuldade em comercializar e vender produtos de cânhamo não psicoativos, pois a maioria das plataformas de publicidade on-line e instituições financeiras não fazem distinção entre cânhamo e maconha.

### Brasil
O Superior Tribunal de Justiça (STJ) decidiu que é juridicamente possível autorizar o plantio, cultivo e comercialização do cânhamo industrial no Brasil por pessoas jurídicas, exclusivamente para fins medicinais e farmacêuticos. A decisão, tomada no âmbito do Incidente de Assunção de Competência (IAC 16), fixou um prazo de seis meses para que a Anvisa e a União regulamentem a prática, estabelecendo diretrizes que assegurem a rastreabilidade e o controle do cultivo, além de normas para habilitação de pessoas jurídicas interessadas.
Segundo a ministra Regina Helena Costa, relatora do caso, o cânhamo possui alto teor de canabidiol (CBD), uma substância com propriedades terapêuticas eficazes no tratamento de doenças neurodegenerativas, transtornos mentais e outras condições médicas. Apesar disso, as restrições legais e a necessidade de importar insumos encarecem os medicamentos baseados na planta, prejudicando pacientes. A decisão também destacou que a Lei de Drogas (Lei 11.343/2006) não se aplica ao cânhamo industrial devido à ausência de efeitos psicotrópicos e à baixa capacidade de dependência da substância.
O julgamento estabeleceu cinco teses que orientam a distinção legal entre cânhamo e outras formas de Cannabis, reforçando a necessidade de regulamentação específica. Entre as medidas sugeridas estão o controle da cadeia produtiva, limitação das áreas de plantio e garantias de segurança na comercialização. A decisão abre caminho para o avanço da pesquisa e da produção nacional de medicamentos à base de cannabis, reduzindo custos e fortalecendo a indústria farmacêutica no país.

## História
A fibra de cânhamo colhida era usada para fazer tecidos muito antes da agricultura, de nove a cinquenta mil anos atrás. Também pode ser uma das primeiras plantas a ser cultivada. Um sítio arqueológico nas Ilhas Oki, no Japão, continha aquênios de cannabis de cerca de 8000 a.C., o que provavelmente significa o uso da planta. Arqueologicamente, o uso do cânhamo remonta à Idade Neolítica na China, com impressões de fibras de cânhamo encontradas em cerâmica da cultura Yangshao datada do 5º milênio a.C. Mais tarde, os chineses usaram o cânhamo para fazer roupas, sapatos, cordas e uma forma primitiva de papel. O historiador grego clássico Heródoto (cerca de 480 a.C.) relatou que os habitantes da Cítia frequentemente inalavam os vapores da fumaça da semente de cânhamo, tanto como ritual quanto para sua própria recreação prazerosa.
A especialista em têxteis Elizabeth Wayland Barber resume as evidências históricas de que a Cannabis sativa “crescia e era conhecida no período neolítico em todas as latitudes do norte, da Europa (Alemanha, Suíça, Áustria, Romênia, Ucrânia) ao leste da Ásia (Tibete e China)”, mas “o uso têxtil da Cannabis sativa não aparece com certeza no Ocidente até relativamente tarde, ou seja, na Idade do Ferro”. “Suspeito fortemente, no entanto, que o que catapultou o cânhamo para a fama e a fortuna repentinas como uma cultura e fez com que ele se espalhasse rapidamente para o oeste no primeiro milênio a.C. foi a disseminação do hábito de fumar maconha de algum lugar no centro-sul da Ásia, onde a variedade da planta que produz drogas ocorreu originalmente. As evidências linguísticas apóiam fortemente essa teoria, tanto em relação ao tempo e à direção da disseminação quanto à causa."
Os judeus que viviam na Palestina no século II estavam familiarizados com o cultivo do cânhamo, conforme testemunhado por uma referência a ele na Mishna (Kil'ayim 2:5) como uma variedade de planta, juntamente com o arum, que às vezes leva até três anos para crescer a partir de uma muda. No final da Idade Média, no Sacro Império Romano-Germânico (Alemanha) e na Itália, o cânhamo era usado em pratos cozidos, como recheio de tortas e tortinhas, ou fervido em uma sopa. O cânhamo na Europa posterior era cultivado principalmente por suas fibras e era usado para cordas em muitos navios, inclusive os de Cristóvão Colombo. O uso do cânhamo como tecido estava concentrado principalmente no campo, com tecidos de melhor qualidade disponíveis nas cidades.
Os espanhóis trouxeram o cânhamo para as Américas e o cultivaram no Chile a partir de 1545. Tentativas semelhantes foram feitas no Peru, na Colômbia e no México, mas somente no Chile a cultura teve sucesso. Em julho de 1605, Samuel Champlain relatou o uso de roupas de grama e cânhamo pelo povo (Wampanoag) de Cape Cod e o povo (Nauset) da Baía de Plymouth lhe disse que colhia cânhamo em sua região, onde crescia selvagem a uma altura de 4 a 5 pés. Em maio de 1607, o “cânhamo” estava entre as plantações que Gabriel Archer observou sendo cultivadas pelos nativos na principal aldeia de Powhatan, onde hoje se situa Richmond, na Virgínia; e em 1613, Samuell Argall relatou que o cânhamo selvagem “melhor do que o da Inglaterra” crescia ao longo das margens do alto Potomac. Já em 1619, a primeira Câmara de Burgessos da Virgínia aprovou uma lei exigindo que todos os fazendeiros da Virgínia semeassem cânhamo “tanto inglês quanto indiano” em suas plantações. Sabe-se que os puritanos cultivaram cânhamo pela primeira vez na Nova Inglaterra em 1645.

### Estados Unidos
George Washington promoveu o crescimento do cânhamo, pois era uma cultura comercial comumente usada para fazer cordas e tecidos. Em maio de 1765, ele anotou em seu diário sobre o plantio de sementes todos os dias até meados de abril. Em seguida, ele relata a colheita em outubro, quando plantou 27 alqueires naquele ano. Às vezes, supõe-se que um trecho do diário de Washington, que diz: “Comecei a separar o cânhamo masculino do feminino em Do.&-tarde demais", é evidência de que ele estava tentando cultivar plantas femininas para obter o THC encontrado nas flores. No entanto, a observação editorial que acompanha o diário afirma que “Isso pode ser devido ao fato de elas [as masculinas] serem mais grossas e os caules maiores.” Nos dias subsequentes, ele descreve a imersão do cânhamo (para tornar as fibras utilizáveis) e a colheita das sementes, sugerindo que ele estava cultivando cânhamo para fins industriais, não recreativos.
George Washington também importou a planta de cânhamo indiano da Ásia, que era usada como fibra e, por alguns produtores, para a produção de resina intoxicante. Em uma carta de 1796 para William Pearce, que administrava as plantas para ele, Washington diz: “O que foi feito com a planta de cânhamo indiano do verão passado? Ela deveria ser semeada novamente; não apenas para criar um estoque de sementes suficiente para meus próprios propósitos, mas também para disseminar sementes para outros, pois ela é mais valiosa do que o cânhamo comum."
Outros políticos conhecidos por terem cultivado cânhamo para fins alternativos incluem Thomas Jefferson, James Madison, James Monroe, Andrew Jackson, Zachary Taylor e Franklin Pierce.
Historicamente, a produção de cânhamo representava uma parte significativa da economia do Kentucky antes da guerra. Antes da Guerra Civil Americana, muitos escravos trabalhavam em plantações que produziam cânhamo.
Em 1937, o Lei de Imposto sobre a Maconha de 1937 foi aprovado nos Estados Unidos, cobrando um imposto de qualquer pessoa que comercializasse cannabis, cânhamo ou maconha. A aprovação da lei para destruir o setor de cânhamo dos EUA tem a reputação de envolver os empresários Andrew Mellon, Randolph Hearst e a família Du Pont.
Uma alegação é que Hearst acreditava que suas extensas propriedades de madeira estavam ameaçadas pela invenção do decorticador, que ele temia que permitisse que o cânhamo se tornasse um substituto barato para a polpa de papel usada nos jornais. Pesquisas históricas indicam que esse temor era infundado porque os aprimoramentos dos decorticadores na década de 1930 - máquinas que separavam as fibras do caule do cânhamo - não conseguiram tornar a fibra de cânhamo um substituto mais barato para as fibras de outras fontes. Além disso, os decorticadores não tiveram um desempenho satisfatório na produção comercial.
Outra alegação é que Mellon, Secretário do Tesouro e o homem mais rico dos Estados Unidos na época, havia investido pesadamente na nova fibra sintética da DuPont, o náilon, e acreditava que a substituição do recurso tradicional, o cânhamo, era essencial para o sucesso do novo produto. A DuPont e muitos historiadores industriais contestam a ligação entre o náilon e o cânhamo, mas o náilon tornou-se imediatamente uma mercadoria escassa. O náilon tinha características que poderiam ser usadas em escovas de dente (vendidas a partir de 1938) e a fibra de náilon muito fina poderia competir com a seda e o raiom em vários tecidos que normalmente não eram produzidos com fibra de cânhamo, como meias muito finas para mulheres.
Embora a Lei de Imposto sobre a Maconha de 1937 tivesse acabado de ser sancionada, o Departamento de Agricultura dos Estados Unidos suspendeu o imposto sobre o cultivo de cânhamo durante a Segunda Guerra Mundial. Antes da Segunda Guerra Mundial, a Marinha dos EUA usava juta e cânhamo de Manila das Filipinas e da Indonésia para o cordame de seus navios. Durante a guerra, o Japão cortou essas linhas de suprimento e os Estados Unidos foram forçados a se voltar para dentro e revitalizar o cultivo de cânhamo em solos americanos.
O cânhamo foi amplamente utilizado pelos Estados Unidos durante a Segunda Guerra Mundial para a fabricação de uniformes, lonas e cordas. Grande parte do cânhamo utilizado foi cultivado em Kentucky e no Meio-Oeste. Durante a Segunda Guerra Mundial, os Estados Unidos produziram um curta-metragem de 1942, Hemp for Victory [en], promovendo o cânhamo como uma cultura necessária para vencer a guerra. Na década de 1980, o filme foi em grande parte esquecido e o governo dos Estados Unidos chegou a negar sua existência. O filme e o importante papel histórico do cânhamo na agricultura e no comércio dos Estados Unidos foram revelados pelo ativista do cânhamo Jack Herer no livro The Emperor Wears No Clothes.
Os agricultores americanos participaram da campanha para aumentar a produção de cânhamo nos EUA para 36.000 acres em 1942. Esse aumento representou mais de 20 vezes a produção de 1941, antes do esforço de guerra.

Nos Estados Unidos, a Ordem Executiva 12919 (1994) identificou o cânhamo como um produto nacional estratégico que deveria ser estocado.
- História nos Estados Unidos
- Hemp for Victory [en], um pequeno documentário produzido pelo Departamento de Agricultura dos Estados Unidos durante a Segunda Guerra Mundial
- 1942 Departamento de Agricultura dos Estados Unidos War Board Carta de agradecimento a Joe “Daddy Burt” Burton, um agricultor de cânhamo do Kentucky, pelo seu apoio à campanha Hemp for Victory da Segunda Guerra Mundial[184]
- Joe “Daddy Burt” Burton, um dos maiores produtores de cânhamo do Kentucky, com cânhamo colhido, 1942. Foto do USDA War Board - Lexington, Kentucky.[185]
- Licença de produção de maconha nos Estados Unidos. Durante a Segunda Guerra Mundial, os fazendeiros foram incentivados a cultivar cânhamo para cordas, para substituir o cânhamo de Manila obtido anteriormente em áreas controladas pelos japoneses. O governo dos EUA produziu um filme explicando os usos do cânhamo, chamado Hemp for Victory.

### Cultivo histórico
O cânhamo é cultivado há milênios na Ásia e no Oriente Médio para a produção de fibras. A produção comercial de cânhamo no Ocidente decolou no século XVIII, mas já era cultivada no século XVI no leste da Inglaterra. Devido à expansão colonial e naval da época, as economias precisavam de grandes quantidades de cânhamo para a produção de cordas e estopa. No início da década de 1940, a produção mundial de fibra de cânhamo variava de 250.000 a 350.000 toneladas métricas, e a Rússia era o maior produtor.
Na Europa Ocidental, o cultivo do cânhamo não foi legalmente proibido na década de 1930, mas o cultivo comercial foi interrompido nessa época, devido à diminuição da demanda em comparação com as fibras artificiais cada vez mais populares. A especulação sobre o potencial do cultivo comercial do cânhamo em grandes quantidades foi criticada devido à concorrência bem-sucedida de outras fibras em muitos produtos. A produção mundial de fibra de cânhamo caiu de mais de 300.000 toneladas métricas em 1961 para cerca de 75.000 toneladas métricas no início da década de 1990 e, depois disso, manteve-se estável nesse nível.

#### Japão
No Japão, o cânhamo foi historicamente usado como papel e como cultura de fibra. Há evidências arqueológicas de que a cannabis era usada para roupas e as sementes eram consumidas no Japão desde o período Jōmon (10.000 a 300 a.C.). Muitos desenhos de quimonos retratam o cânhamo, ou asa (japonês: 麻), como uma bela planta. Em 1948, a maconha foi restringida como droga narcótica. A proibição da maconha imposta pelas autoridades dos Estados Unidos era estranha à cultura japonesa, pois a droga nunca havia sido amplamente usada no Japão. Embora essas leis contra a maconha sejam algumas das mais rigorosas do mundo, permitindo cinco anos de prisão pela posse da droga, elas isentam os produtores de cânhamo, cuja colheita é usada para fazer vestes para monges budistas e tangas para lutadores de sumô. Como o uso de maconha no Japão dobrou na última década, essas isenções foram recentemente questionadas.

#### Portugal
O cultivo do cânhamo em terras portuguesas começou por volta do século XIV. A matéria-prima era usada para a preparação de cordas e velas para os navios portugueses. Portugal também utilizou suas colônias para apoiar seu suprimento de cânhamo, inclusive em certas partes do Brasil. Nas colônias portuguesas, foram criadas feitorias para produção de linho de cânhamo, como a Real Feitoria do Linho Cânhamo no Brasil.
Para recuperar a enferma frota naval portuguesa após a Restauração da Independência em 1640, o rei João IV deu ênfase renovada ao cultivo do cânhamo. Ele ordenou a criação da Real Fábrica de Linho e Cânhamo na cidade de Torre de Moncorvo para aumentar a produção e apoiar o esforço.
Em 1971, o cultivo de cânhamo tornou-se ilegal e a produção foi substancialmente reduzida. Devido aos regulamentos da UE 1308-70, 619/71 e 1164-89, essa lei foi revogada (para algumas variedades de sementes certificadas).